# 下妻村
下妻村（しもつまむら）は、福岡県八女郡にあった村。現在の筑後市の一部。

## 地理
矢部川中流の右岸に位置していた。

## 歴史
- 1889年（明治22年）4月1日 - 町村制の施行により、下妻郡尾島村、志村、常用村、津島村、下妻村、富安村、馬間田村、中牟田村、中折地村が合併して村制施行し、下妻村が発足[1][2]。
- 1896年（明治29年）4月1日 - 郡の統合により八女郡に所属[1][3]。
- 1908年（明治41年）1月15日 - 八女郡二川村、水田村と合併して水田村が存続して廃止された[1][2]。

## 交通
- 1891年（明治24年）- 九州鉄道 久留米 - 高瀬（※玉名）間（現鹿児島本線）開通[1]。